# تل المحيفر
تل المحيفر يقع في فلسطين على بعد حوالي 28 كيلو متر إلى جنوب من تل السامرة، وحوالي 20 كيلو متر إلى الشمال الغربي من تل الفارعة الشمالي. تبلغ مساحته حوالي 12 هكتاراً، الموقع لم يحفر بعد، لكن نتائج المسوحات الأثرية تشير إلى أنه كان مأهولاً بالسكان خلال المرحلة الثانية من العصر البرونزي القديم.